# Yves Saint-Laurent
Yves Saint-Laurent, celým jménem Yves Henri Donat Mathieu Saint Laurent, (1. srpna 1936 Oran, Alžírsko – 1. června 2008 Paříž, Francie) byl jedním z nejvlivnějších francouzských i světových módních návrhářů 20. století. Během své více než čtyřicetileté kariéry tvořil a měnil trendy v módě. Jeho značka YSL se stala symbolem kreativity a luxusu.

## Život
Saint Laurent se narodil v rodině ředitele pojišťovací společnosti Charlese a jeho manželky Lucienne Andrée Mathieu-Saint-Laurent, rozené Wilbaux (1914–2010), jejíž předkové se přistěhovali do severní Afriky během Francouzsko-pruské války. Kvůli své křehkosti a jemnosti (a homosexualitě) neměl šťastné dětství, protože jej děti ve škole často šikanovaly.

### Roky u Diora
Jako sedmnáctiletý odešel do Paříže, kde se stal spolupracovníkem Christiana Diora. Tato spolupráce vedla k nejkreativnějšímu a nejúspěšnějšímu spojení v historii módy. Saint Laurent patřil k nejlepším návrhářům v Diorově módním domě. V roce 1957, když mu bylo 21 let, mu bylo svěřeno vedení domu, zatímco Christian Dior odešel na dovolenou, z níž se však již nikdy nevrátil. Dva týdny po Diorově smrti, 15. listopadu 1957 se stal Saint Laurent uměleckým ředitelem Diorova módního domu a zároveň se stal nejmladším módním návrhářem ve světě haute couture.
Krátce po nástupu do funkce ho povolala francouzská armáda, aby si odsloužil povinnou vojenskou službu. Po dvaceti dnech neustálého stresu způsobeného zejména jeho kolegy vojáky, byl Saint Laurant hospitalizovaný v psychiatrické léčebně.
Yves Saint Laurent začal okamžitě vytvářet svůj nezaměnitelný styl kombinováním tradičních Diorových prvků s více nositelným realistickým stylem. Jeho první kolekcí byla Ligne Trapéze, která se stala okamžitým hitem, přičemž prodej vzrostl o 35 %. Svou poslední kolekcí před odchodem od Diora (1960) si však rozhněval většinu svých tehdejších zákazníků. Na předváděcí mola se dostala móda ulice a beatnické generace – černé roláky, kožené bundy, kalhoty a holínky.

### Budování značky YSL

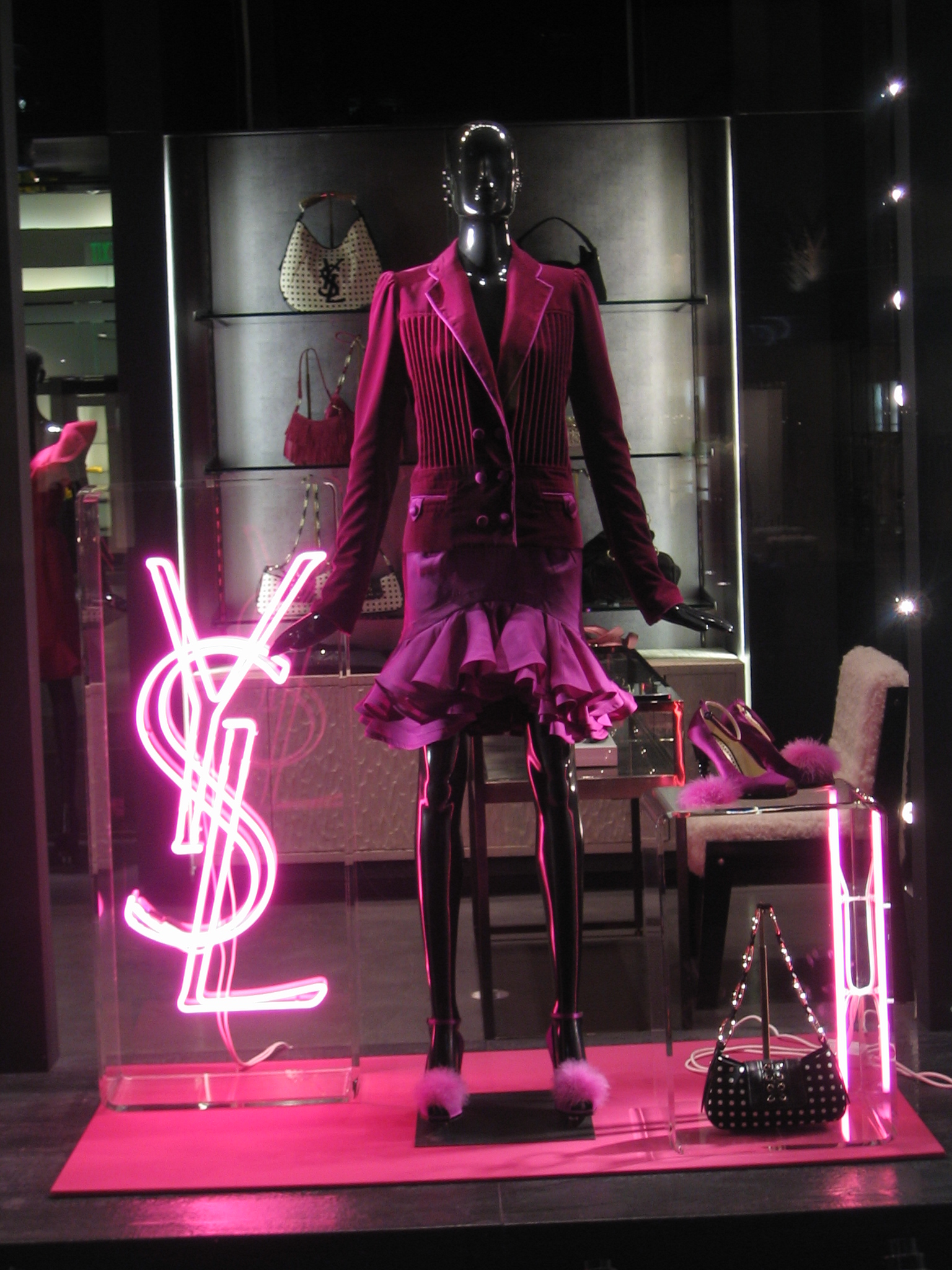
Obchod YSL na Rodeo Drive, Beverly Hills v Kalifornii.

V roce 1961 vytvořil svou první kolekci pod vlastní značkou YSL. Nový módní dům založil spolu se svým tehdejším partnerem Pierrem Bergém. Výsledky byly úžasné: trapézové šaty inspirované abstraktními obrazy holandského malíře Pieta Mondriana a pop artovými serigrafiemi Andyho Warhola. Začal s navrhováním unisexového oblečení a přenášením mužských prvků do ženské módy, jakými jsou sako a nohavice. Vynalezl dámský kostým s nohavicemi a rovněž vytvořil ženskou verzi pánského smokingu pro svou kolekci z roku 1965, kterou nazval Le Smoking.
V roce 1966 otevřel první ze sítě butiků prêt-à-porter, kterou nazval Yves Saint Laurent Rive Gauche. Jméno řetězci butiků dala poloha prvního z nich. Ten se nacházel na levém břehu řeky Seiny. První kolekce dokonale kontrastovala svou neformálností s elegancí a luxusem jeho linie haute couture.
Koncem 60. let v dobách hippies vyměnil futuristický geometrismus svých kreací za delší a romantičtější vzhled. V roce 1968 navrhl kolekci ve stylu safari a rovněž poprvé použil průsvitné materiály. S oblibou používal samet a nechával se inspirovat Ruskem, Asií a Afrikou. V 70. letech se vrátil k androgynnímu vzhledu svých modelů – muži i ženy nosily saténové kalhoty, načechrané košile a šátky svázané okolo pasu.
V roce 1971 představil další linii YSL Beauté – kolekci parfémů a dekorativní kosmetiky. Představil svůj první pánský parfém s názvem YSL. Reklamní kampaň pro nový parfém však způsobila obrovský skandál, protože na fotografiích pózoval nahý Saint Laurent s flakonem zakrývajícím jeho přirození. Kromě YSL představil roku 1971 i dámský parfém Rive Gauche. Dalším skandálem na poli parfémů bylo uvedení jeho klasického parfému Opium (1977), jehož drogově orientovaný název působil pohoršení. Následovaly další parfémy: Kouros (1981), Paris (1983), Jazz (1988), Yvresse/Champagne (1993), Opium pour Homme (1995), Live Jazz (1998), Nu (2001 a 2002) a M7 (2002).
Pánský parfém M7 způsobil obdobný skandál jako první Saint Laurentův parfém – na fotografiích v reklamní kampani se objevilo nahé tělo francouzského mistra Evropy v judu – Samuela de Cubbera – avšak flakon jeho přirození nezakrýval.

### Odchod do důchodu
Navzdory uznání a světové slávě nevedl Saint Laurent šťastný život. Byl plachý samotář a měl pouze málo dobrých přátel. Během svého života prožil několik nervových zhroucení, trpěl depresemi, měl problémy s alkoholem i drogami. Jeho múzou i přítelkyní byla herečka Catherine Deneuve.
Yves Saint Laurent nikdy nebyl dobrým obchodníkem, zato byl však dobrým umělcem. To však způsobilo, že se jeho módní dům dostal v polovině 90. let do ztráty. V roce 1993 koupila farmaceutická filma Sanofi společnost Yves Saint Laurent přibližně za 600 milionů amerických dolarů. V roce 1999 převzal značku Yves Saint Laurent módní konglomerát Gucci Group. Americký návrhář Tom Ford byl zodpovědný za design konfekční linie Rive Gauch a kosmetické značky YSL Beauté, zatímco Saint Laurent nadále navrhoval šaty v linii haute couture.
Saint Laurent začal trávit většinu svého času ve svém domě v Marakéši v Maroku. Neshody s vedením Gucci Group vedly v roce 2002 k uzavření Yves Saint Laurent Couture. Poslední rozlučková módní přehlídka se konala 7. ledna 2002 v Pompidouově centru v Paříži.
Po odchodu Toma Forda z Gucci Group je za návrhy linie Rive Gauche zodpovědný Stefano Pilati.

## Společnost
100 % akcií společností Yves Saint Laurent, YSL Beauté a Luxury Timepieces International (společnost vyrábějící hodinky pro módní domy Yves Saint Laurent, Gucci a Boucheron) patří konglomerátu Gucci Group. V současnosti YSL vyrábí dámskou a pánskou konfekci, doplňky jako kabelky, kožené výrobky a obuv. V roce 2004 hospodařila se ziskem 196,4 milionů € a s 60 přímo řízenými prodejnami po celém světě.
YSL Beauté navrhuje, vyrábí a distribuuje parfémy a kosmetiku pro značky Yves Saint Laurent a Roger&Gallet. Ve svém portfoliu parfémů má i parfémy Stelly McCartney, Alexandra McQueena, ale i společnosti Boucheron.
Sídlem Gucci Group je Amsterdam a sídlem Yves Saint Laurent je Paříž.